# Kooldruk

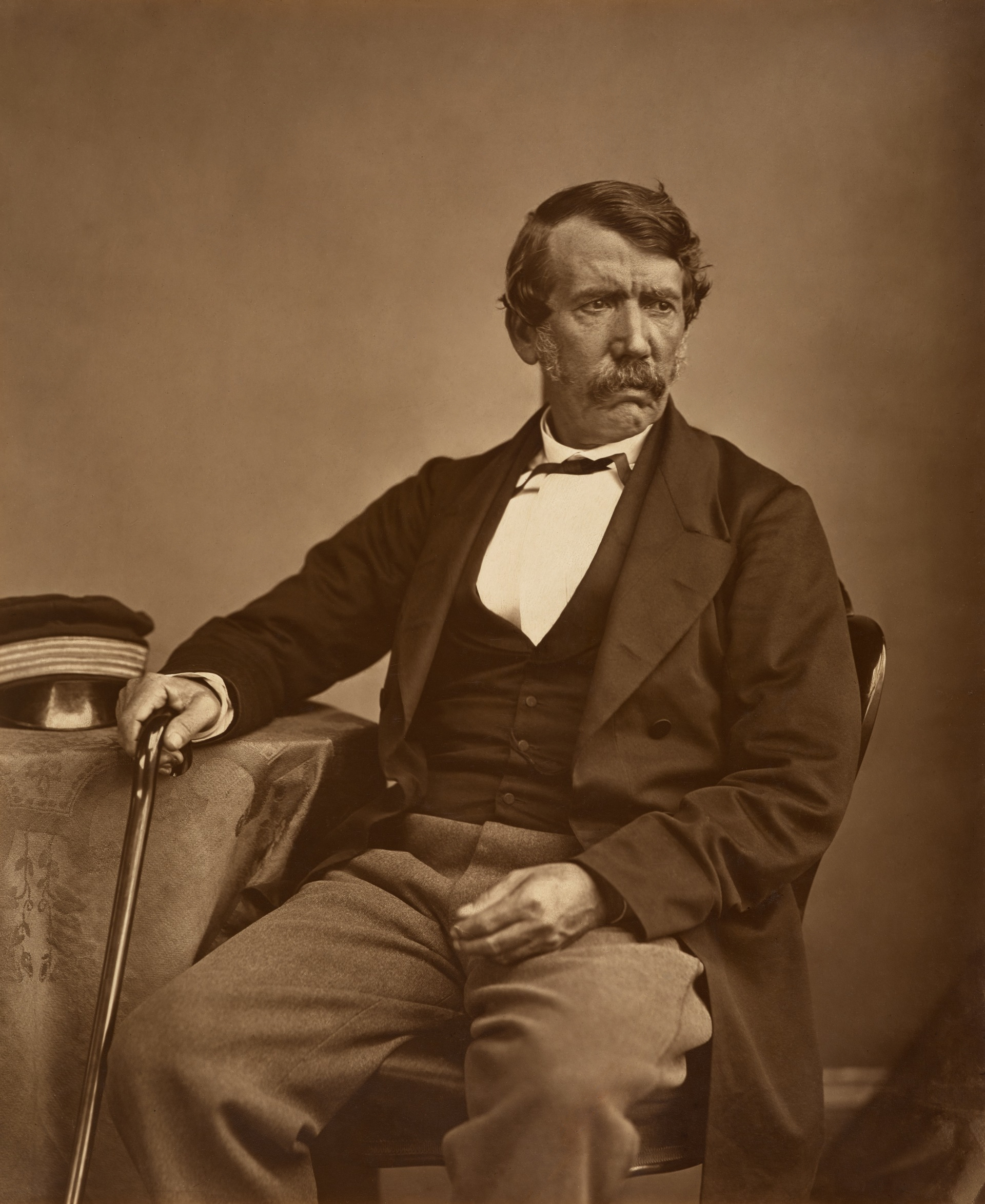
Portretfoto door Thomas Annan

Kooldruk (carbon printing) is een fototechniek die oorspronkelijk werd gebruikt voor zwart-wit afdrukken gemaakt met lampenzwart. Deze techniek is als eerste beschreven door Alphonse Poitevin in 1855. Later is de techniek verder aangepast om ook in kleur te kunnen afdrukken met pigmenten door Louis Ducos du Hauron in 1868. Deze technieken zijn tot in het midden van de twintigste eeuw veel gebruikt.
Naast gomdruk is de kooldruk een van de meest houdbare druktechnieken. In een fotoarchief met negentiende-eeuws materiaal springen de kooldrukken er nog uit alsof ze gisteren zijn gemaakt. Bij de kooldruk wordt een dikke laag gepigmenteerde gelatine op een vel papier of kunststof aangebracht. Met een dichromaatoplossing wordt het droge pigmentpapier lichtgevoelig gemaakt. Na een tweede droging wordt belicht in contact met een negatief. Daarna brengt men het pigmentpapier onder water in contact met een nieuw vel papier: de uiteindelijke beelddrager. Deze sandwich wordt enige tijd onder lichte druk samengehouden en daarna voorzichtig in warm water gespoeld. De drager van het pigmentpapier komt daarbij los van het, op het andere vel, overgedragen beeld en wordt weggenomen. Na verdere spoeling in warm water wordt het beeld in koud water gehard. De naam kooldruk (carbon print) komt van het gebruikte pigment kool- of lampenzwart, in het Engels carbon black.
In nummer 70 van het blad KM Kunstenaars Materiaal is een workshop kooldruk in de vorm van beeldverhaal opgenomen.

## Afbeeldingen

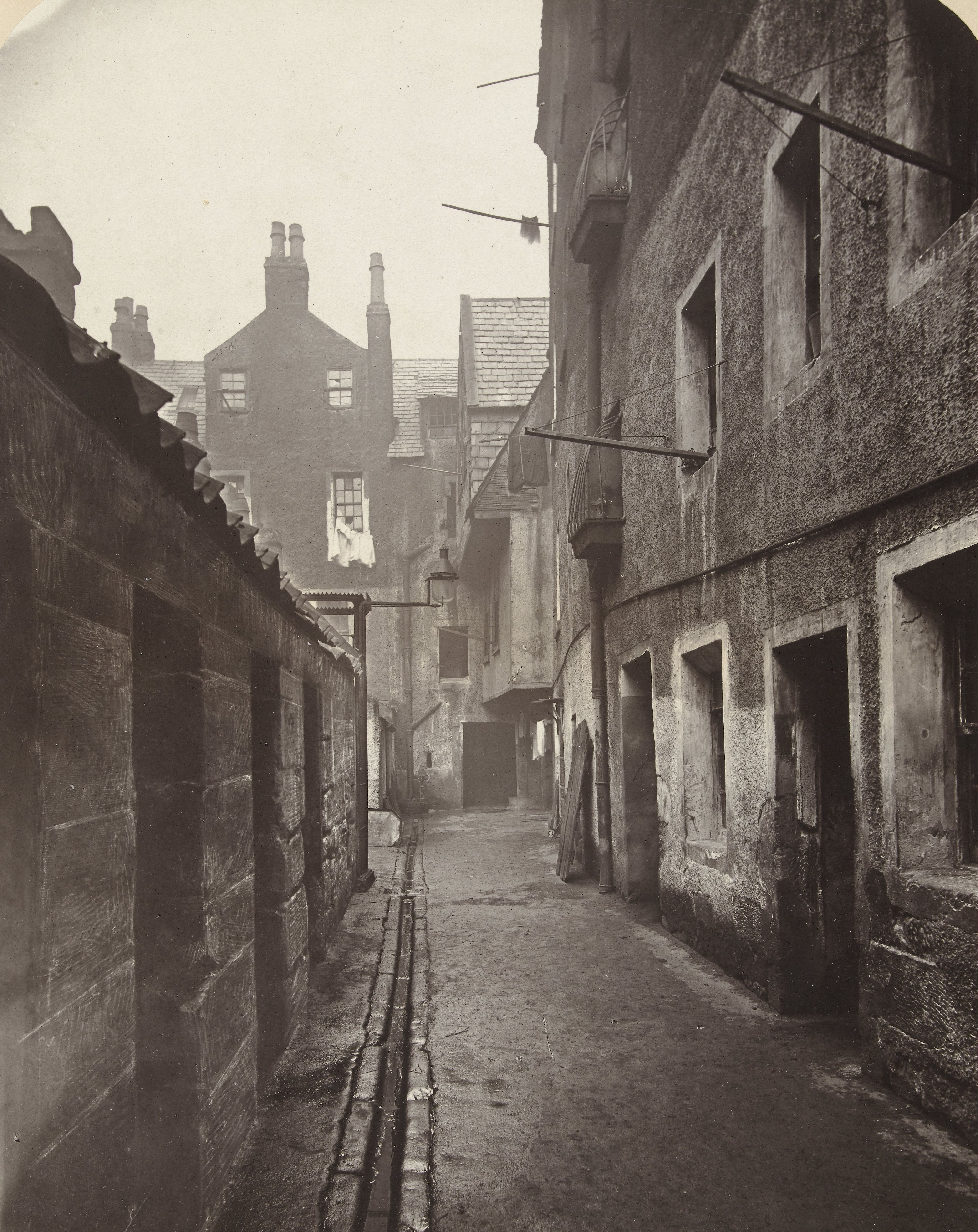
Glasgow, 1871, Thomas Annan
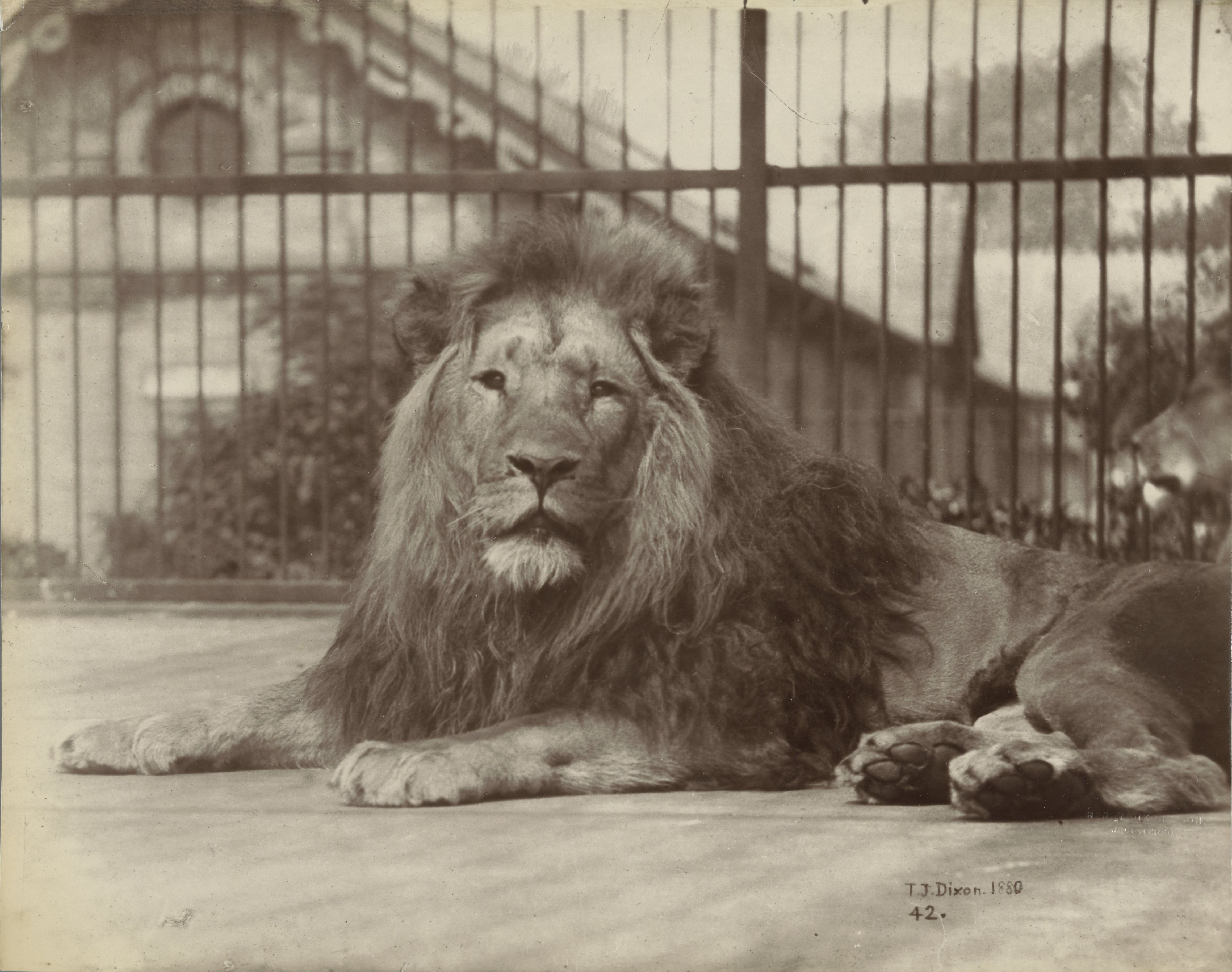
London Zoo, 1889, Thomas James Dixon
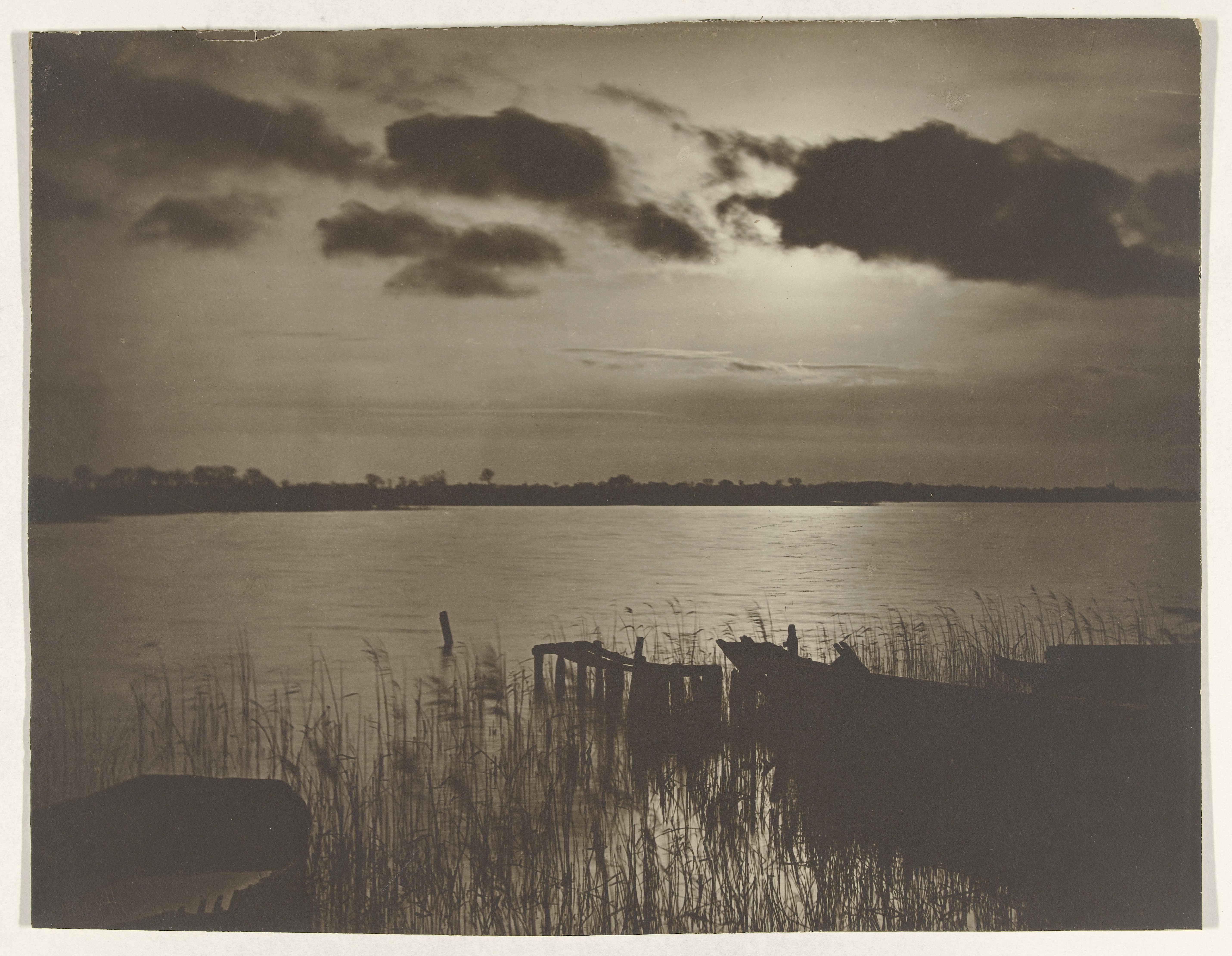
Landschap door Francis Meadow Sutcliffe